# 丸山八束
丸山 八束（まるやま やつか、1890年（明治23年）1月15日 - 1953年（昭和28年）12月6日）は、大日本帝国陸軍軍人。最終階級は陸軍少将。

## 経歴
1890年（明治23年）に長野県で生まれた。陸軍士官学校第24期卒業。1939年（昭和14年）12月に野戦重砲兵第17連隊（東部軍砲兵隊）に就任し、1940年（昭和15年）3月に陸軍砲兵大佐に進級。1944年（昭和19年）3月1日に船浮要塞司令官に転じ、5月8日に舞鶴要塞司令官を経て、10月19日に朝鮮軍兵器部長に着任。1945年（昭和20年）1月29日に朝鮮軍管区兵器部長兼第17方面軍兵器部長となり、6月10日に陸軍少将に進級、終戦を迎えた。
1947年（昭和22年）11月28日、公職追放仮指定を受けた。